# キーイ
キーイ（ウクライナ語: Кий、[ˈkɪj]; ロシア語: Кий ）は、キーウを創建した伝説の人物。『ルーシ年代記』においてポリャーネ族の公（クニャージ）として登場する。伝説によれば、キーイは兄弟のシチェク・ホリフ、妹のリービジと共に都市を創建し、その都市をキーウ、即ち「キーイの都市」と名づけた。さらに、コンスタンティノープルへ赴き、皇帝から大いなる祝福を受けたという。キーイの語源はスラブ語の「クーイ」（意訳：崖・丘）に由来すると考えられる。研究史では、5世紀末から6世紀初頭にかけて実在した人物であったという見解もある。